# Cleome stricta
Cleome stricta là một loài thực vật có hoa trong họ Màng màng. Loài này được (Klotzsch) R.A.Graham mô tả khoa học đầu tiên năm 1958.